# St Marys (New South Wales)
St Marys ist ein Ort in New South Wales, Australien.

## Geographie
Nahezu die gesamte Fläche von St Marys wird von Penrith City verwaltet, von dessen Zentrum es etwa acht Kilometer entfernt ist. Ein kleiner Teil im Norden des Ortes (etwa 11 %) liegt auf Teilen der LGA Blacktown City. Der Ort ist zudem Teil der Metropolregion Sydney und ist etwa 42 km vom Stadtzentrum entfernt. Mit 1367 Einwohnern/km² ist der Ort dicht besiedelt.
Der Great Western Highway durchquert den Ort und kreuzt an seiner wichtigsten Straße, der Queen Street. An der Südgrenze verläuft der Western Motorway.

## Geschichte
St Marys wurde auf dem Land der Darug erbaut.
Der Ort wurde nach der St. Mary Magdalene's Anglican Church benannt, die in St Marys steht und von 1837 bis 1840 erbaut wurde. Diese Bezeichnung wird seit 1885 benutzt. Davor hieß der Ort South Creek. 1949 wurde St Marys nach Penrith eingegliedert. Von 444 Einwohnern im Jahre 1861 wuchs die Einwohnerzahl auf 1823 im Jahre 1891 an. Die Industrie des Ortes war zu jener Zeit u. a. von Gerbereien, Sägewerken, Ziegelbauern und Radmechanikern geprägt. 1862 wurde als Teil der Great Western Line der Bahnhof eröffnet. Die Queen Street war unter den Namen Dickson Lane, Mamre Road, Windsor Road und Station Street bekannt, bevor man sie im Juni 1897 zu Ehren von Queen Victoria umbenannte.

## Demographie
Mit Stand von 2021 hatte St Marys 13.256 Einwohner, von denen 10.156 die australische Staatsangehörigkeit besaßen. 588 Personen im Ort waren Aborigines. Weitere 10 Einwohner waren Torres-Strait-Insulaner.
In St Marys wohnten mit 614 Menschen (4,63 %) überdurchschnittlich viele Personen aus den Philippinen (Landesweit: 1,16 %). Weitere Einwohner, die im Ausland geboren wurden, kamen aus Neuseeland (494), Indien (490) und England (198).
Das Medianalter lag bei 34 Jahren. Das mittlere Einkommen pro Person betrug 754 Australische Dollar, das mittlere Haushaltseinkommen lag bei 1437 AUD, womit es zu den niedrigeren Haushaltseinkommen im landesweiten Vergleich (1746 AUD) zählte.

## Öffentliche Einrichtungen
In St Marys gibt es insgesamt fünf Bildungseinrichtungen, darunter die St Marys South Public School. Weiterhin gibt es 34 Parks sowie zehn öffentliche Sportstätten. Der Ort beherbergt zwei Filialen der Australia Post. Im Rahmen der öffentlichen Ordnung gibt es eine Feuerwehr sowie eine Polizeidienststelle.
Der Bahnhof von St Marys liegt am Ende der Queen Street und ist ein Haltepunkt der Linie T1. In Zukunft soll der Bahnhof grundlegend renoviert werden und den Zugverkehr zum Flughafen Western Sydney bedienen.